# 1,2-Butandiol
1,2-Butandiol är en glykol av butan med formeln C4H8(OH)2. Den har isomererna 1,3-butandiol, 1,4-butandiol och 2,3-butandiol. Den klassificeras som en vic-diol (glykol). Den är kiral, även om den vanligtvis påträffas som en racemat. Den är en färglös vätska.

## Framställning
1,2-Butandiol beskrevs först av Charles-Adolphe Wurtz 1859. Den produceras industriellt genom hydrering av 1,2-epoxibutan.
Denna process kräver ett tio- till tjugofaldigt överskott av vatten för att undertrycka bildandet av polyetrar. Beroende på mängden överskott av vatten varierar utbytet från 70 till 92 procent. Svavelsyra eller starkt sura jonbytarhartser kan användas som katalysatorer, vilket gör att reaktionen kan ske under 160 °C och vid något över atmosfärstrycket.
1,2-Butandiol är en biprodukt av produktionen av 1,4-butandiol från butadien. Det är också en biprodukt av katalytisk hydrokrackning av stärkelse och sockerarter såsom sorbitol till etylenglykol och propylenglykol.
Det kan också erhållas från dihydroxylering av but-1-ene med OsO4.

## Användning
1,2-Butandiol har patenterats för produktion av polyesterhartser och mjukgörare. Den är en potentiell råvara för industriell produktion av α-ketosmörsyra, en föregångare till vissa aminosyror.